# Estación Oañelis
La Estación Oañelis era la ante última estación ramal de 1895 que funcionaria sobre la traza de la calle Trieste, desde el Puerto la Plata a las canteras de Los Talas

## La estación Oañelis
Aunque se sepa poco sobre esta estación, esta probablemente se enconaba a la altura de la futura Estación J.Keen, que se construiría en el traslado del ramal por el hundimiento de sus vías.
Actualmente esta demolida luego del levantamiento en 1896, por el problema antes mencionado.

## Historia del Ferrocarril
Este ferrocarril fue instalado en la década de 1890, para el traslado de conchilla, que se encontraban en Los Talas, el ramal se extendida sobre la calle Trieste. Con el paso de "unos meses" las vías, se fueron hundiendo por circular zona de bañado, lo que provocó su levantamiento.